# Jázminolaj
Az jázminolaj a jázmin illóolaja.

## Hatásai
Megszünteti az álmatlanságot, javítja a potenciát és mérsékli a női betegségeket. Köhögéscsökkentő, köptető, enyhíti a búskomorságot és a szorongást.

## Használata
Segíti a szabályos menstruációt, masszázsolajként megkönnyíti a szülést, tejképző. Bedörzsölőszerként és fürdőolajként fokozza a nemi vágyat (afrodiziákum), valamint sokféle bőrbetegségre használható. Borogatásként fájdalomcsillapítóként használható. Aromalámpában párologtatva depresszió ellen hatásos.